# 다둥역
다동역(중국어 정체자: 大東站, 한자음: 대동참)은 가오슝 첩운 귤선의 1역이다.

## 역 구조

### 승강장
| 지면     | 출입구                              | 출입구                                     |
| 지하 1층 | 채널 층                             | 채널                                       |
| 지하 1층 | 채널 층                             | 24시간 보행자 지하도                       |
| 지하 2층 | 2호 플랫폼                          | ←가오슝 첩운 귤선 다랴오방면（펑산궈중역） |
| 지하 2층 | 플랫폼，문의 왼쪽 / 오른쪽 열립니다 |                                            |
| 지하 2층 | 로비층                              | 화장실, 자동 발매기, 티켓 게이트           |
| 지하 4층 | 1호 플랫폼                          | 가오슝 첩운 귤선 하마센방면（펑산역）→     |
| 지하 4층 | 플랫폼，문의 왼쪽 / 오른쪽 열립니다 |                                            |

## 역 출입구
역의 북쪽 끝에 위치한 출입구1, 역의 남쪽 끝에 위치한 출입구2가 있다.
- 출입구1：종증공원
- 출입구2：다동 초등학교, 다동 문화 예술 센터